# 福徳銀行5億円強奪事件
福徳銀行5億円強奪事件（ふくとくぎんこうごおくえんごうだつじけん）は、1994年に発生した現金強奪事件。
金融機関における1回での現金強奪金額としては最高金額であり、史上最大の銀行強盗事件と言われている。ただし、金融機関に限定しなければ2011年5月に発生した立川6億円強奪事件の被害額約5億9953万円が、日本犯罪史上の現金強奪事件における被害の最高金額である。また、実行犯のうちの1人は整形・変装を繰り返して逃亡していたため「10の顔を持つ男」と呼ばれた。

## 事件の経緯
1994年8月5日午前9時20分頃、神戸市中央区三宮町の福徳銀行神戸支店の車庫で行員3人が現金輸送車から現金が入ったジュラルミンケース3個を下ろそうとしたところ2人組の男が近づき、行員らに短銃を向けてライトバンに押し込んだ。その隙にジュラルミンケース3個に入った現金約5億4100万円を強奪し、乗り付けてきた車を猛スピードでとばして逃走した。

## 捜査
兵庫県警捜査一課と生田警察署は強盗容疑で緊急配備を配置、現金強奪に使われた車を現場から東約800mの路上で発見したが、すでに現金を積み替えて乗り捨てられていた。後に盗難車と判明した。これを受けて兵庫県警は生田警察署に捜査本部を設置した。
行員3人より、2人組の犯人のうち短銃を持っていた人物は「年齢40歳くらい。身長170cm。グレーの作業服にサングラスの男」、もう1人は「50歳ぐらい。身長172cm。ベージュの作業服。顔に包帯のようなものを巻いていたミイラの男」との証言が得られた。
1997年11月28日、兵庫県警捜査本部は犯行を知人に打ち明けたB（当時58歳）を参考人として事情聴取した。しかし、事件の関与に関する供述が得られなかったため、Bを帰宅させた。Bは翌日、自宅近くの廃屋で自殺した。
1999年10月13日、兵庫県警捜査本部は静岡県島田市出身の元暴力団員A（当時48歳）を本事件の実行犯として強盗容疑で指名手配した。指名手配にあたって、Bが知人に犯行を打ち明けたこと、1998年1月に大阪府警に別の強盗事件で逮捕された2人組が「福徳事件はこの組員と自殺した会社員が中心となって起こした」と証言したため、AとBを犯人として捜査が進められた。その後、事件直後に知人にマネーロンダリングを依頼したことが判明し、Aが知人に渡した1万円札と強奪した1万円札の紙幣の記番号が一致したことから2人の犯行と断定した。また、韓国に度々出国して強奪金のうち3000万円を持ち込んでいたため、ICPOを通じて国際手配した。なお、共犯のBは被疑者死亡で書類送検された。
元暴力団員Aは事件の後で海外渡航を繰り返していたため、兵庫県警捜査一課は神戸地裁に時効の中断の申し立てを行い、認められたため、刑事訴訟法255条1項によって公訴時効が約8か月延長された。また、事件当時にAが糖尿病を患っており、インスリン注射をしていることから、医療機関に立ち寄る可能性もあると見て病院などにも情報提供を求めた。しかし、Aは整形手術や変装を繰り返して巧みに逃亡していたため、時効の数年前から有力情報が途絶えた状態だった。
2002年4月1日午前0時、公訴時効が成立した。

## Aの逮捕
2007年2月9日午前9時20分頃、元暴力団員Aは愛知信用金庫西大須支店で別の現金強盗事件を起こして駆け付けた警察に逮捕された。しかし、5億円強奪事件については公訴時効が成立していたため起訴できず、捜査員が5億円事件について質問してもAは関与こそ認めたが、詳細については黙秘した。
2007年5月17日、名古屋地裁（伊藤納裁判長）は愛知信用金庫強盗事件の裁判でAに懲役8年の判決を言い渡したが、この公判では5億円強奪事件については一切触れられなかった。

## その他
1994年10月3日、本事件を受けて福徳銀行は頭取や担当役員6人、神戸支店の担当者など6人を減給・降格処分とした。

## 関連書籍
- 森下香枝「史上最大の銀行強盗―5億4000万円強奪事件」